# 마하만 트라오레
마하만 엘 하지 트라오레(프랑스어: Mahamane El Hadji Traoré, 1988년 8월 31일 ~ )는 말리의 전 축구 선수이다.